# Nedre Kuivakangas
Nedre Kuivakangas är den sydligare delen av byn Kuivakangas (svenska: torrheden) i Övertorneå distrikt (Övertorneå socken) i Övertorneå kommun, strax norr om centralorten Övertorneå. Förutom Nedre Kuivakangas består Kuivakangas av Övre Kuivakangas och Västra Kuivakangas (Poikkijärvi). Nedre Kuivakangas ligger på en smal ås mellan Torne älv och sjön Kuivajärvi (47 meter över havet). Bebyggelsen i Nedre Kuivakangas avgränsades av SCB 1990 tillsammans med den i Övre Kuivakangas till en småort namnsatt till Kuivakangas och Pudas. Från 1995 har bebyggelsen här avgränsats till en egen småort namnsatt till Kuivakangas.
Sverigeleden passerar genom byn.

## Historia
Byn på östra sidan om Torne älv, i Finland, heter också Kuivakangas. Historiskt sett är byarna på de båda stränderna en och samma by. År 1809 när gränsen mellan Sverige och Finland drogs rakt genom byn, i Torne älv, blev 44 hemman av 57 kvar i Sverige. (Gällande för hela Kuivakangas, ej bara nedre delen.)

### Befolkningsutveckling
1990 var Nedre Kuivakangas statistiskt sammanlagd med Övre Kuivakangas (benämnt Pudas i tabellerna) och hade över 200 invånare, men räknades inte som tätort på grund av för hög andel fritidsbebyggelse.
| Befolkningsutvecklingen i Kuivakangas 1950–2015 | Befolkningsutvecklingen i Kuivakangas 1950–2015 | Befolkningsutvecklingen i Kuivakangas 1950–2015 | Befolkningsutvecklingen i Kuivakangas 1950–2015 | Befolkningsutvecklingen i Kuivakangas 1950–2015 |
| --- | ----------------------------------------------- | ----------------------------------------------- | ----------------------------------------------- | ----------------------------------------------- |
| |                                                 |                                                 |                                                 |                                                 |
| År |                                                 |                                                 | Folkmängd                                       | Areal (ha)                                      |
| 1950 | 1950                                            |                                                 | 302                                             | ##                                              |
| 1960 | 1960                                            |                                                 | 278                                             | 89                                              |
| 1965 | 1965                                            |                                                 | 260                                             | 82                                              |
| 1970 | 1970                                            |                                                 | 211                                             | 85                                              |
| 1990 | 1990                                            |                                                 | 240                                             | 116#                                            |
| 1995 | 1995                                            |                                                 | 140                                             | 46#                                             |
| 2000 | 2000                                            |                                                 | 127                                             | 46#                                             |
| 2005 | 2005                                            |                                                 | 125                                             | 46#                                             |
| 2010 | 2010                                            |                                                 | 128                                             | 46#                                             |
| 2015 | 2015                                            |                                                 | 102                                             | 47#                                             |
| Anm.: 1950 som Nedre Kuivakangas. Upphörde som tätort 1975. Övre Kuivakangas (i tabellerna "Pudas") avskildes som egen småort 1995. ## Som tätort/befolkningsagglomeration 1920–1950. # Som småort. |                                                 |                                                 |                                                 |                                                 |

På grund av förändrat dataunderlag hos Statistiska centralbyrån så är småortsavgränsningarna 1990 och 1995 inte jämförbara. Befolkningen den 31 december 1990 var 110 invånare inom det område som småorten omfattade 1995.

## Samhället
Korvola, Perä, Harju, Härmä, Mattila och Kohkoinen är namn på några hemman i Nedre Kuivakangas.

## Idrott
Kuivakangas har en sportklubb, Kuivakangas SK bildad 1932, och en skytteförening, Kuivakangas SKF.

## Personer från orten
Skalden Antti Keksi, ishockeyspelaren Johan Harju och riksdagsledamoten Jakob Grym är födda här. Även författarinnan Petra Östergren har sina rötter här.

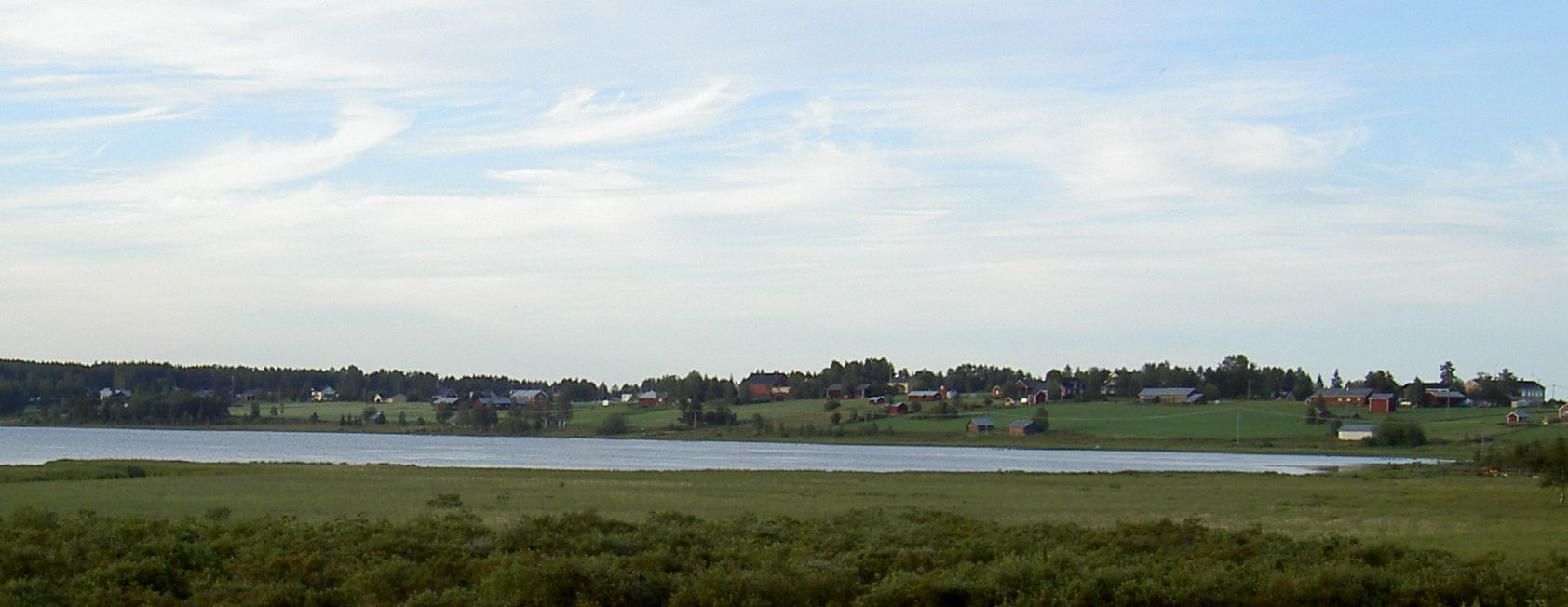
Nedre Kuivakangas med sjön Kuivajärvi i förgrunden.